# Kempsey (Nouvelle-Galles du Sud)
Pour les articles homonymes, voir Kempsey.
Kempsey est une ville australienne située dans la zone d'administration locale du même nom, dont elle est le chef-lieu, en Nouvelle-Galles du Sud.

## Géographie
Kempsey est située dans la région de Mid North Coast à l'est de la Nouvelle-Galles du Sud. Le centre-ville est situé à environ 15 km à l'ouest de la côte de l'océan Pacifique et à 430 km au nord de Sydney.

## Démographie
La population s'élevait à 14 754 habitants en 2016.